# Myndus skarphion
Myndus skarphion är en insektsart som beskrevs av Kramer 1979. Myndus skarphion ingår i släktet Myndus och familjen kilstritar. Inga underarter finns listade i Catalogue of Life.